# Desobsessão
Desobsessão é uma prática existente no espiritismo, especialmente aquele baseado nas ideias de Allan Kardec, que consiste em, através de exercício da mediunidade, promover ”...um tratamento de pessoas que estejam sofrendo interferência negativa de desencarnados. O espiritismo afirma [que] o tratamento de desobsessão consiste da reforma íntima do obsidiado e daqueles que lhe são próximos através dos ensinamentos de Jesus.”
Ao analisar a obra "Registros Imortais", de Suely Caldas Schubert, Márden Cardoso Miranda Hott informa que essa prática dá-se nos centros espíritas, através de reuniões mediúnicas: "Neste tipo de encontro desobsessivo, médiuns e doutrinadores se reúnem privativamente no intuito de socorrer – através do diálogo de cunho evangelizador – espíritos em desajustes morais, tendo em vista o amparo aos necessitados de esclarecimentos, sendo de utilidade tanto para os assistidos como para os integrantes, pois ambas as partes se beneficiam com a aquisição de conhecimentos e experiências que promovem a ascensão mútua do caráter".
Para o pesquisador Bernardo Lewgoy, tem-se que «através das sessões [de] desobsessão percebemos a elaboração kardecista do Outro, que fala através de certos personagens, que o espiritismo também tem a sua “economia das trocas linguísticas”, as suas performances dramatúrgicas, em que o Bem e o Mal se enfrentam, nunca num enfrentamento final mas mediado, incompleto e aberto, servindo a diversos propósitos relacionais. Na desobsessão fica também clara uma dramatização ritual da linguagem e da moralidade espírita, por sua vez inspirada em leituras de identidade valorizadas no interior do grupo – permeada de hierarquias e mediações, todas expressas na linguagem dos participantes e dos “espíritos” que com eles conversam nas mesas mediúnicas».